# エミール・ラシェド
エミール・アサッド・ラシェド（Emil Assad Rached、1943年6月20日 – 2009年10月15日）は、 ブラジルの元バスケットボール選手。バスケットボールブラジル代表に選ばれており、ウルグアイのモンテビデオで開催された1967年バスケットボール世界選手権では銅メダルを獲得した。
2009年10月15日、サンパウロ州のカンピーナスで肺血栓塞栓症の心停止により亡くなった。